# كايل
هو محرر تخ/لاتخ ذو واجهة رسومية تساعد المستخدم في كتابة وثائق تخ بسهولة. يعمل كايل على نظم شبيه يونكس مثل لينكس وماك أو إس.